# Stephen Elliott
Stephen Elliott (New York, 27 november 1918 – Woodland Hills (Los Angeles), 21 mei 2005), geboren als Elliott Pershing Stitzel, was een Amerikaans televisie- en theateracteur.

## Biografie
Elliott heeft in de United States Navy gediend en meegevochten in de Tweede Wereldoorlog. Na de oorlog ging hij acteren in het theater, zo begon hij op Broadway met het toneelstuk The Tempest en verder heeft hij nog gespeeld in zoals King Lear, The Crucible en andere. In 1967 werd hij genomineerd voor een Tony Award voor zijn rol in Marat/Sade en won hij in 1969 een Drama Desk Award voor zijn rol in A Whistle in the Dark.
Elliott begon in 1949 met acteren voor televisie in de televisieserie Hands of Murder. Hierna heeft hij nog meerdere rollen gespeeld in televisieseries en films zoals The Hospital (1971), Death Wish (1974), The Hindenburg (1975), Falcon Crest (1981-1982), St. Elsewhere (1984), Beverly Hills Cop (1984), Dallas (1980-1987) en Chicago Hope (1994-1999). In 1999 heeft hij voor het laatst geacteerd om daarna van zijn pensioen te genieten.
Elliott was van 1947 tot 1960 getrouwd en kreeg met haar twee kinderen. Op 1 januari 1980 is hij getrouwd met Alice Hirson. Op 21 mei 2005 is hij overleden in zijn woonplaats Los Angeles ten gevolge van een hartstilstand.

## Filmografie

### Films
Selectie:
- 1987: Vultures – als bediende in theater
- 1984: Beverly Hills Cop – als politiechef Hubbard
- 1982: Kiss Me Goodbye – als Edgar
- 1981: Arthur – als Burt Johnson
- 1975: The Hindenburg – als kapitein Lassiter
- 1974: Death Wish – als politie commandant
- 1971: The Hospital – als Dr. Sundstrom
- 1956: Canyon Crossroads – als Larson
- 1954: Three Hours to Kill – als sheriff Ben East

### Televisieseries
Uitgezonderd eenmalige gastrollen.
- 1994-1999: Chicago Hope – als rechter Harold Aldrich – 10 afl.
- 1993: Shaky Ground – als Heywood – 2 afl.
- 1988: Trial and Error – als Edmund Kittle – 8 afl.
- 1986: Hotel – als George Sandler – 2 afl.
- 1980-1987: Dallas – als Scotty Demarest – 14 afl.
- 1985: Highway to Heaven – als mr. Armstrong – 2 afl.
- 1984: St. Elsewhere – als Manny Schecter – 8 afl.
- 1984: Hardcastle and McCormick – als Bill 'Punky' Paxton – 2 afl.
- 1981-1982: Falcon Crest – als Douglas Channing – 9 afl.
- 1978: How the West Was Won – als Zachary Knight – 4 afl.
- 1977: The Six Million Dollar Man – als Morgan Grayland – 2 afl.
- 1976-1977: Executive Suite – als Howell Rutledge – 18 afl.
- 1960-1962: As the World Turns – als dr. Jerry Stephens - ? afl.
- 1958: Young Dr. Malone – als ?? – ? afl.
- 1954: The Secret Storm – als ?? – ? afl.
- 1953: Monodrama Theater – als ?? – 2 afl.
- 1952-1953: Tales of Tomorrow – als Lippitt – 2 afl.
- 1949-1951: Hands of Murder – als ?? – 11 afl.

### Theaterwerk
- 1972: The Creation of the World and Other Business – als God
- 1972: The Crucible – als Danforth
- 1971: Maria Stuart – als Lord Burleigh
- 1971: An Enemy of the People – als Dr. Thomas Stockmann
- 1971: The Playboy of the Western World – als oude Mahon
- 1970: The Good Woman of Setzuan – als Mr. Shu Fu
- 1970: Georgy – als James Leamington
- 1969: In the Matter of J. Robert Oppenheimer – als John Lansdale
- 1969: The Miser – als Magistrate
- 1968-1969: A Cry of Players – als Sir Thomas
- 1968-1969: King Lear – als Graaf van Gloucester
- 1964: Traveller Without Luggage – als Georges Renaud
- 1963: Photo Finish – als Sam
- 1961-1962: The Gay Life – als Anatol
- 1960: Roman Candle – als admiraal Trenton
- 1957: Livin' The Life – als Muff Potter
- 1952: The Strike – als Dr. Kramer
- 1947-1948: Command Decesion – als kolonel Edward Martin
- 1946-1947: Wonderful Journey – als Handler
- 1946: Walk Hard – als Mickay
- 1945: The Tempest – als bootsman

- Biblioteca Nacional de España: XX1572477
- Bibliothèque nationale de France: cb141750116 (data)
- Gemeinsame Normdatei: 1078701326
- International Standard Name Identifier: 0000 0001 1609 3887
- Library of Congress Control Number: no2005052689
- MusicBrainz: 28711814-6988-4b5b-89f6-13a3d9d72c15
- SNAC: w6km36s7
- Système universitaire de documentation: 184149576
- Virtual International Authority File: 24811079
- WorldCat: E39PBJwmRcXQQgwJYDqcR3fXh3